# Липовка (Калязінський район)
Липовка (рос. Липовка) — присілок в Калязінському районі Тверської області Російської Федерації.
Населення становить 142 особи. Входить до складу муніципального утворення Старобісловське сільське поселення.

## Історія
Від 2005 року входило до складу муніципального утворення Старобісловське сільське поселення.

## Населення
| 1859 | 1888 | 2002 | 2010 |
| ---- | ---- | ---- | ---- |
| 72   | ↘58  | ↗145 | ↘142 |